# James French (pilote automobile)
Pour les articles homonymes, voir French la page d'homonymie.
Pour le tueur en série américain, voir James French
James French, né le 20 mai 1992 à Sheboygan aux États-Unis, est un pilote automobile américain. Il a pris part à des championnats tels que l'American Le Mans Series, l'Indy Lights et le Championnat WeatherTech SportsCar qu'il a remporté en 2017 avec l'écurie Performance Tech Motorsports.
Il participe actuellement aux European Le Mans Series avec l'écurie portugaise Algarve Pro Racing.

## Carrière
En 2017, James French s'engage pour une quatrième saison d'affilée chez Performance Tech Motorsports. Comme lors des saisons précédentes, c'est aux mains d'une Oreca FLM09 qu'il participa au Championnat WeatherTech SportsCar. Il a été très près de réaliser la saison parfaite en remportant 7 des 8 manches du championnat. Seule la course des Petit Le Mans lui a résisté. Il remporta ainsi le championnat pilote de la catégorie Prototype Challenge.
En 2018, avec l'arrêt de la catégorie Prototype Challenge dans le championnat Championnat WeatherTech SportsCar, l'écurie Performance Tech Motorsports s'engage dans la catégorie Prototype avec une Oreca 07. L'écurie a joué la stabilité en confiant la voiture à Kyle Masson, Patricio O'Ward et James French, soit trois pensionnaires du Performance Tech Motorsports en Prototype Challenge de la saison passée.
En 2019, après de nombreuses saisons passées dans le championnat Championnat WeatherTech SportsCar, James French change de continent et s'engage avec l'écurie portugaise Algarve Pro Racing afin de participer au championnat European Le Mans Series.

## Palmarès

### European Le Mans Series
| Année | Écurie             | Châssis  | Moteur                              | Classe | 1             | 2             | 3             | 4             | 5             | 6             | Position | Points |
| ----- | ------------------ | -------- | ----------------------------------- | ------ | ------------- | ------------- | ------------- | ------------- | ------------- | ------------- | -------- | ------ |
| 2019  | Algarve Pro Racing | Oreca 07 | Gibson GK428 4,2 l V8 atmosphérique | LMP2   | LEC gén: cls: | MON gén: cls: | BAR gén: cls: | SIL gén: cls: | SPA gén: cls: | ALG gén: cls: |          |        |

### Asian Le Mans Series
| Année   | Écurie         | Châssis  | Moteur                              | Classe | 1             | 2             | 3             | 4             | Position | Points |
| ------- | -------------- | -------- | ----------------------------------- | ------ | ------------- | ------------- | ------------- | ------------- | -------- | ------ |
| 2019-20 | G-Drive Racing | Aurus 01 | Gibson GK428 4.2 L V8 atmosphérique | LMP2   | SHA gén: cls: | BEN gén: cls: | SEP gén: cls: | BUR gén: cls: |          |        |

N.B. * Saison en cours. Les courses en " gras  'indiquent une pole position, les courses en "italique" indiquent le meilleur tour de course.

### Championnat WeatherTech SportsCar
| Année | Ecurie                       | Châssis     | Moteur                               | Classe | 1     | 2      | 3      | 4      | 5     | 6      | 7       | 8     | 9      | 10      | 11    | Position | Points |
| ----- | ---------------------------- | ----------- | ------------------------------------ | ------ | ----- | ------ | ------ | ------ | ----- | ------ | ------- | ----- | ------ | ------- | ----- | -------- | ------ |
| 2014  | Performance Tech Motorsports | Oreca FLM09 | Chevrolet LS3 6,2 l V8 atmosphérique | PC     | DAY   | SEB    | LGA    | KAN    | WGL   | IMS 4  | ELK 6   | VIR 2 | AUS 10 | ATL 10  |       | 15e      | 111    |
| 2015  | Performance Tech Motorsports | Oreca FLM09 | Chevrolet LS3 6,2 l V8 atmosphérique | PC     | DAY 7 | SEB 3  | LGA 3  | BEL 3  | WGL 7 | MOS 7  | LIM 7   | ELK 2 | AUS 3  | ATL DNS |       | 6e       | 233    |
| 2016  | Performance Tech Motorsports | Oreca FLM09 | Chevrolet LS3 6,2 l V8 atmosphérique | PC     | DAY 6 | SEB 5  | LBH 3  | LGA 4  | BEL 4 | WGL 2  | MOS 4   | LIM 3 | ELK 3  | AUS 3   | ATL 2 | 4e       | 305    |
| 2017  | Performance Tech Motorsports | Oreca FLM09 | Chevrolet LS3 6,2 l V8 atmosphérique | PC     | DAY 1 | SEB 1  | AUS 1  | BEL 1  | WGL 1 | MOS 1  | ELK 1   | ATL 3 |        |         |       | 1re      | 283    |
| 2018  | Performance Tech Motorsports | Oreca 07    | Gibson GK428 4,2 l V8 atmosphérique  | P      | DAY 8 | SEB 13 | LBH 14 | MOH 11 | BEL   | WGL 14 | MOS DNS | ELK   | LGA    | ATL 14  |       | 21e      | 112    |